# Блез Куассі (1975)
Блез Коффі́ Куассі́ (фр. Blaise Koffi Kouassi, нар. 2 лютого 1975, Абіджан) — івуарійський футболіст, що грав на позиції захисника.
Виступав, зокрема, за клуб «Генгам», а також національну збірну Кот-д'Івуару.

## Клубна кар'єра
У дорослому футболі дебютував 1998 року виступами за команду клубу «АСЕК Мімозас», в якій провів два сезони, а в 1998 році став переможцем африканської Ліги чемпіонів. Своєю грою за цю команду привернув увагу представників тренерського штабу клубу «Генгам», до складу якого приєднався 2000 року. Відіграв за команду з Генгама наступні п'ять сезонів своєї ігрової кар'єри. Більшість часу, проведеного у складі «Генгама», був основним гравцем захисту команди.
З 2005 року став захищати кольори французького клубу «Труа». 16 травня 2007, за два тури до завершення чемпіонату, у гравця завершився контракт з «Труа» і Блез домовився з катарським клубом «Аль-Райян», з яким він підписав контракт тижнем раніше. Декілька місяців по тому, у серпні 2007 року, він повернувся до Франції, підписавши контракт з новачком Ліги 2, клубом «Анже». По завершенні сезону 2008/09 років «повісив бутси на цвях».

## Виступи за збірну
27 липня 1997 року дебютував у складі національної збірної Кот-д'Івуару у матчі проти Малі. Протягом кар'єри у національній команді, яка тривала 12 років, провів у формі головної команди країни 37 матчів.
У складі збірної був учасником Кубка африканських націй 1998 року у Буркіна Фасо, Кубка африканських націй 2000 року у Гані та Нігерії, Кубка африканських націй 2002 року у Малі, чемпіонату світу 2006 року у Німеччині, Кубка африканських націй 2006 року в Єгипті, де разом з командою здобув «срібло».

## Кар'єра тренера
28 травня 2010 року Блез Куассі був призначений начальником команди збірної Кот-д'Івуару.

## Досягнення
- Ліга 1 (Кот-д'Івуар) (АСЕК Мімозас)
  -  Чемпіон (2): 1998, 2000

- Кубок Кот-д'Івуару (АСЕК Мімозас)
  -  Володар (1): 1999

- Ліга чемпіонів КАФ (АСЕК Мімозас)
  -  Володар (1): 1998

- Срібний призер Кубка африканських націй: 2006